# Enoplus anisospiculus
Enoplus anisospiculus is een rondwormensoort uit de familie van de Enoplidae. De wetenschappelijke naam van de soort is voor het eerst geldig gepubliceerd in 1968 door Hopper.